# Опатрны, Йозеф
Йозеф Опатрны (чеш. Josef Opatrný, 19 ноября 1945[…], Skryje — 15 апреля 2025) — чешский историк и ибероамериканист, с 1990 по 2019 год возглавлял Центр ибероамериканских исследований (SIAS) на Философском факультете Карлова университета. 

## Биография
После окончания Высшей школы искусств в Раковнике он учился на философском факультете Карлова университета (история — чешский язык), что впоследствии стало его профессиональной специальностью. В 1991 году он получил докторскую степень, а в 1995 году стал профессором всеобщей истории. Он специализировался на современной истории Латинской Америки, особенно Кубы, а также на истории Соединённых Штатов Америки, особенно на войнах с индейцами в XIX веке. С 1996 по 1999 год он занимал должность вице-президента Ассоциации европейских историков-латиноамериканистов. Помимо Центра ибероамериканских исследований, он также читал лекции в Метропольном университете Праги и был членом редколлегий ряда профессиональных журналов в Чешской Республике и за рубежом. Он также входил в состав научных советов, а его организационная деятельность была обширной не только в чешской, но и в глобальной ибероамериканистике. Он читал лекции в университетах Мексики, Франции, Польши и особенно Испании, где был награждён орденом Изабеллы Католической, а также был ассоциированным членом Форума по изучению Кубы при Университете Вулверхэмптона. Помимо его собственных научных трудов, он также создавал много научно-популярных произведений. Его часто приглашали в СМИ.

## Награды и почести
- В 2003 году он получил из рук испанского короля Хуана Карлоса орден Изабеллы Католической за развитие чешской испанистики[7].
- В 2008 году он был награждён испанским орденом «За гражданские заслуги» за чешско-испанское сотрудничество[6].
- В 2006 году он получил премию Эгона Эрвина Киша[чеш.] за научно-популярную литературу, присуждаемую Ассоциацией писателей[чеш.][8].
- В 2005 году он получил премию Мирослава Иванова за научно-популярную литературу, присуждаемую Клубом писателей-нон-фикшн[9].
- В 2014 году он получил премию Мирослава Иванова за научно-популярную литературу, присуждаемую Клубом писателей-нон-фикшн[10].
- В 2018 году он был награждён мексиканским орденом Ацтекского орла[11].
- В 2020 году он получил серебряную медаль Карлова университета за выдающиеся достижения в области ибероамериканистики[5].

## Книжные публикации
- Benito Juárez. Praha : Horizont, 1974
- José Martí. Praha : Horizont, 1975
- Španělsko a USA v zápase o Kubu. Praha : Univerzita Karlova, 1978
- Průplav dvou oceánů. Praha : Mladá fronta, 1979
- 88 zajímavostí z Kuby. Pro čtenáře od 12 let. Praha : Albatros, 1983
- 77 zajímavostí z Mexika. Pro čtenáře od 12 let. Praha : Albatros, 1988
- Poslední indiánské války. Praha : Mladá fronta, 1990
- Objevitelé, dobyvatelé, osadníci. 500 let Ameriky. Praha : Road, 1992
- Konec syna Jitřní hvězdy. Poslední bitva generála Custera u Little Bighornu. Praha : Road, 1994
- Amerika prezidenta Granta. Praha : Albatros, 1994
- Amerika v proměnách staletí. Praha : Libri, 1998
- Válka Severu proti Jihu. Praha : Libri, 1998
- Kde leží indiánská zem. Konec bojů na Velkých pláních. Praha : Brána, 1998
- Válka Mohykánů. Sedmiletá válka v Americe. Praha : Libri, 2000
- Kuba (řada Stručná historie států). Praha : Libri, 2002, 2017
- Stát osamělé hvězdy a mexicko-americká válka. Praha : Libri, 2002
- USA (s S. Rakovou; řada Stručná historie států). Libri, 2003
- Mexiko (řada Stručná historie států). Libri, 2003, 2016
- Panama (řada Stručná historie států). Libri, 2004, 2019
- Velká siouxská válka. Praha : Epocha, 2005
- José Antonio Saco y la búsqueda de la identidad cubana. Praha : Karolinum, 2010
- Malá skvělá válka. Španělsko-americký konflikt, duben – červenec 1898. Praha : Epocha, 2013
- Pamatujte na Alamo. Praha : Epocha, 2014
- Viva Cuba Libre: Tři války za kubánskou nezávislost, 1868-1898. Praha : Epocha, 2016
- Splněný sen majora Rogerse: Cesta Lewise a Clarka k Pacifiku. Praha : Epocha, 2017
- Lid mi říká Evita. Praha : Epocha, 2019